# 文様群
文様群（もんようぐん、英: wallpaper group）もしくは壁紙群（かべがみぐん）は、パターンの対称性に基づく、2次元内での繰り返しパターンに関する数学的な分類である。このようなパターンは、建築や美術で頻繁に使用され、そのパターンは17種に大別される。

## 歴史
1891年にエヴグラフ・フェドロフによって2次元空間内での繰り返しパターンが17種に大別されることの証明がなされ、1924年ジョージ・ポリアによっても独立に証明された。
卜部東介（1953–2011、当時茨城大学）が、2002年に 利根安見子、近藤誠造（京都府立大学）の協力の下、日本の伝統文様には17種類の文様群全てが含まれていることをインターネット上に発表した。

## 導入
文様群は、対称性によるパターン分類であるため、色・形状・サイズが大きく違う場合でも、同じグループに分類される。

## 対称性
17種のパターンは対称性の組合せからなっている。
- 並進対称性：Translations
- 回転（60°、 90°、120°、180°）：Rotations
- 鏡映（鏡像対称性）：mirror isometries
- 映進（並進と鏡映の組合せ）：Glide reflections

## 文様群の表記

### 結晶学記法
結晶は3次元空間の空間群で属するが、2次元の文様群を表記することは可能である。
- 基本胞（primitive cell）の場合P、中心胞 (centered cell) の場合はCが頭文字となる。
- 回転対称数：360°/n 回
- 鏡映：鏡映対称性が組み合わさった場合は、mirror isometriesからm、鏡映していない場合は1（もしくは省略）
- 映進：映進対称性が組み合わさった場合は、Glide reflectionsからg、映進していない場合は1（もしくは省略）

### 例
- p2 (p211): 基本胞、回転対称2、鏡映・映進無し
- c2mm: 中心胞、回転対称2、主軸と垂直の軸で鏡映
- p31m: 基本胞、回転対称3、鏡軸は60°の鏡映

## 17種の文様群
記号説明
- ひし形は 180° (= 360°/ 2) の回転中心
- 三角形は、120° (= 360°/3) の回転中心
- 正方形は、90° (= 360°/4) の回転中心
- 六角形は、60° (= 360°/6) の回転中心
- 太い線は鏡映軸
- 鏡映と並進を組み合わせた映進軸
- 黄色い領域は、基本パターンである。

### p1群
P1群は、並進のみの連続パターンで、その他の回転などは含まない。

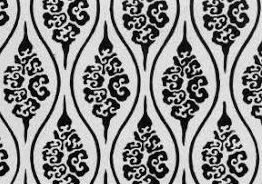
日本の伝統文様における代表例＜雲立涌＞

- オービフォルド記法：o
- 点群: C1

### p2群

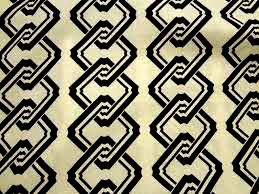
日本の伝統文様における代表例＜子持吉原＞

- オービフォルド記法：2222
- 点群: C2

### pm群

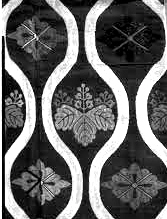
日本の伝統文様における代表例＜桐立涌＞

- オービフォルド記法：**
- 点群: D1

### pg群

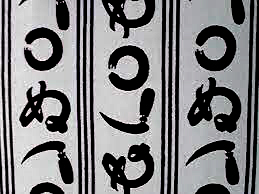
日本の伝統文様における代表例＜鎌輪ぬ＞

- オービフォルド記法：××
- 点群: D1

### cm群

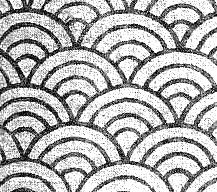
日本の伝統文様における代表例＜青海波＞

- オービフォルド記法：*×
- 点群: D1

### p2mm群

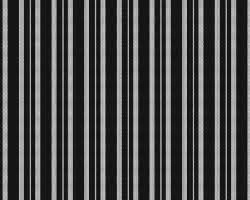
日本の伝統文様における代表例＜両滝縞＞

- オービフォルド記法：*2222
- 点群: D2

### p2mg群

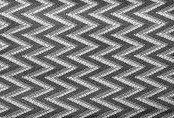
日本の伝統文様における代表例＜山路文＞

- オービフォルド記法：22*
- 点群:

### p2gg群

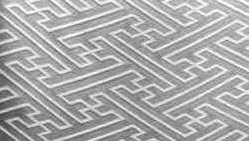
日本の伝統文様における代表例＜紗綾形＞

- オービフォルド記法：22×
- 点群:

### c2mm群

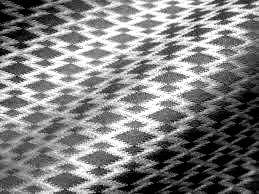
日本の伝統文様における代表例＜松皮菱＞

- オービフォルド記法：2*22
- 点群:

### p4群

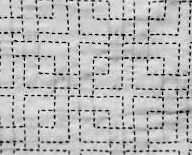
日本の伝統文様における代表例＜角繋ぎ＞

- オービフォルド記法：442
- 点群:

### p4mm群

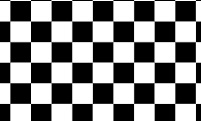
日本の伝統文様における代表例＜市松＞

- オービフォルド記法：*442
- 点群:

### p4mg群

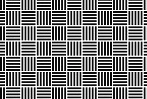
日本の伝統文様における代表例＜五崩し＞

- オービフォルド記法：4*2
- 点群:

### p3群

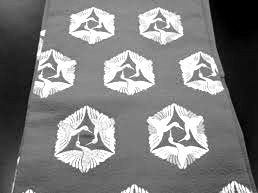
日本の伝統文様における代表例＜鶴亀甲＞

- オービフォルド記法：333
- 点群:

### p3m1群

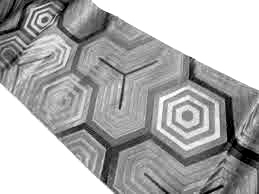
日本の伝統文様における代表例＜毘沙門亀甲＞

- オービフォルド記法：*333
- 点群:

### p31m群

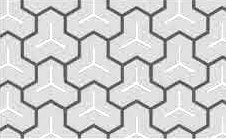
日本の伝統文様における代表例＜毘沙門亀甲２＞

- オービフォルド記法：3*3
- 点群:

### p6群

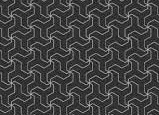
日本の伝統文様における代表例＜六つ手卍＞

- オービフォルド記法：632
- 点群:

### p6mm群

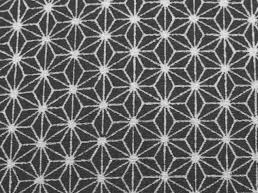
日本の伝統文様における代表例＜麻の葉＞

- オービフォルド記法：*632
- 点群:

## さらなる学習用の図書
- 難波誠:「合同変換の幾何学」、現代数学社、ISBN 978-4-7687-0633-6 (2024年4月21日）。
- 河野俊丈：「結晶群」、共立講座 数学探検 7、ISBN   978-4320111806 (2015年6月25日)。
- 岩堀長慶：「復刻版　初学者のための合同変換群の話」、現代数学社、 ISBN 978-4768705322 （2020年4月23日）。